# سانتا باولينا (إيطاليا)
سانتا باولينا (بالإيطالية: Santa Paolina) وهي كومونا (بلدية) تقع في مقاطعة أفيلينو في إقليم كامبانيا في إيطاليا.
وانخفض عدد سكانها حسب إحصائية عام 2014 عن احصائية عام 1951م من 2,487 نسمة إلى 1,360 نسمة.

## تاريخ البلدة

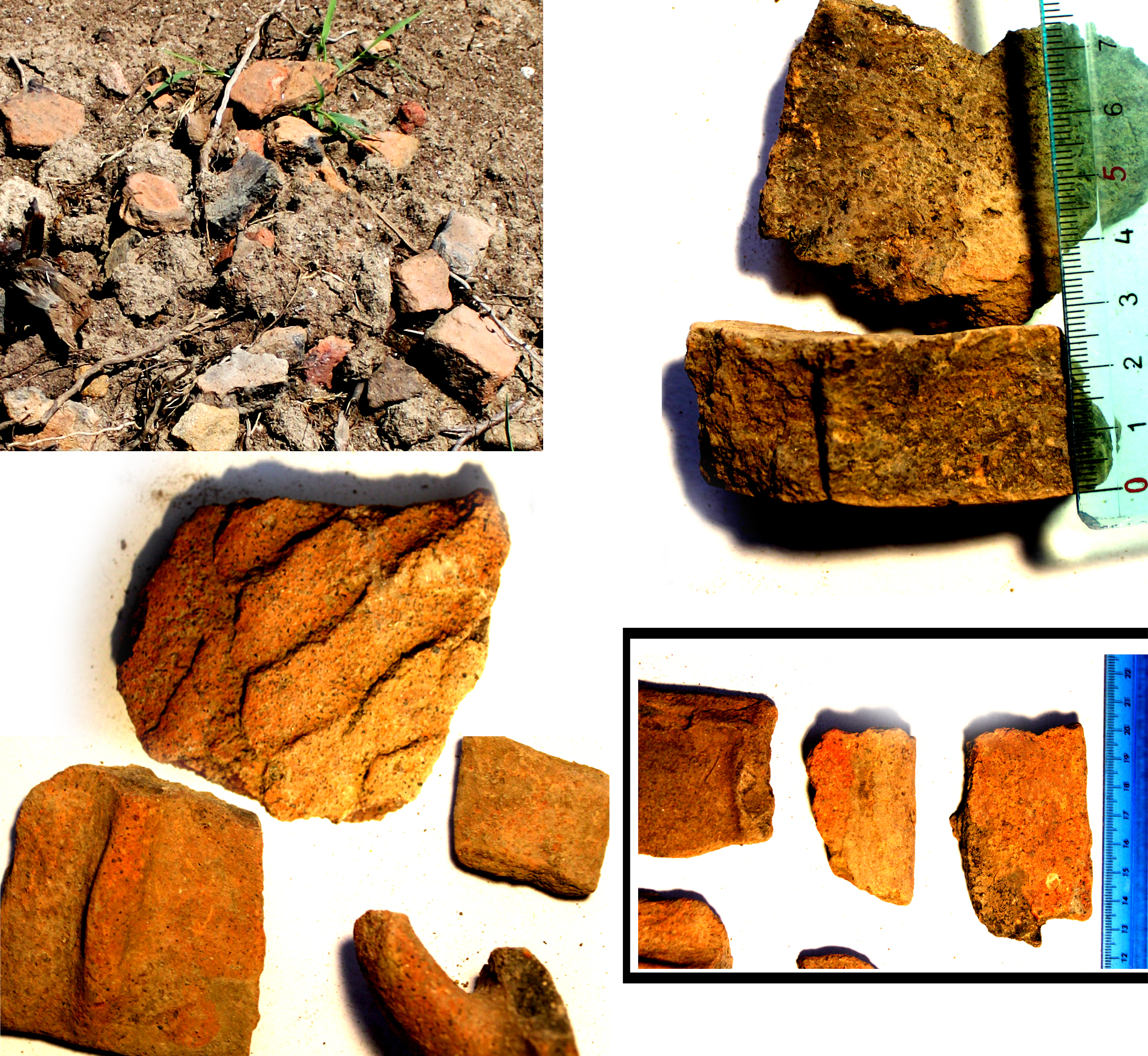
اكتشافات أثرية من القرن التاسع قبل الميلاد ، اكتشفها إسحاق لونغو في ريف سانتا باولينا (AV) بإيطاليا.

كانت المنطقة المحيطة بسانتا باولينا ملكًا لأشخاص ما قبل التاريخ الحديث. وتظهر الاكتشافات الأثرية عن وجود حضارة لشعب إيربينيا في الوادي عند سفح جبل سان فيليس في القرن التاسع قبل الميلاد. وعاش في المستوطنة الشعب الإيربيني في المنطقة المحيطة بالجداول أورسي وسانت ايغيديو وماروتا وبكيولي، وأنتجت البلدة الفخار المزخرف والجماليات. ويظهر اكتشاف شظايا فرن قديم وكبير أن هذه المنطقة كانت مصدرا للحرفية المتقنة في أواخر العصر الحجري. ومن المحتمل أن بعض منتجات هذه المصانع قد تم مقايضتها أو بيعها قبل الإمبراطورية الرومانية على طول طرق التجارة القديمة التي تربط هذا الموقع بالحضارات القديمة في هيربينس ويابغيس الواقعة خلف التلال على طول الوديان وبالقرب من الأنهار عند جذور جبال أبينيني وتقع في وسط جنوب إيطاليا.
اما في العصور الوسطى، استخدم السكان الأراضي المتوسطة والمحيطة بها في الغالب للزراعة، كما هو مذكور في نص من اللومباردي، الذي كتب في عام 1041.
ويشير هذا النص أن الموقع المعني على أنه (الأرض الموعودة) وذكر أن الموقع في نهاية طريق، على أطراف غابة وبالقرب من ينبوع، وجميع هذه الأراضي كانت ملكًا للدير اللومباردي. وظهر اسم سانتا باولينا لأول مرة في عام 1083،
وفي عام 1270، أدخلت البلدية في قائمة جرد دير القديسة صوفيا على النحو التالي: كاستروم فيتوس سانكتي بولين (باللاتينية) أو كاستروم فيتوس وتيمبلاني (باللاتينية).
ويشيرهذا الاسم إلى نفس الموقع المذكور في نص القديسة صوفيا في عام 1270. ومن هنا سميت الأرض على اسم عائلة «تمبلانو»، التي نشأت من غروتاميناردا. وهذا يؤكد قائمة الأسقف أفيلينو فرانشيسكو الطويلة للبلدان التي ذكرها عندما تم استجوابه من قبل كوريا نابولي حول الطاعون الذي أنتشر في عام 1296
تم تقسيم الإقليم في التاريخ الحديث إلى عدة مناطق:
لا بيازا، ومحكمة بريشيالي وفيا فيريري، وقلعة بترارولا وفيا سان روكو (بينو)، وكابي جوري، وجيالوناتي، وماروتا، و «سييرو»، وسان برناردينو، ولا سالا، وبروفيش، وسانت لوسيا، وبيانا دي ساوري، وكاسال كاستيلموزو، وباولوني، وبيزو، وبيكولي، ومحكمة جسر زيزا (مانغانيلي)، وتافيرنا فيجورا، وسيرا (توفيني)، وجنيري فيتورانو

### الكثافة السكانية
| سنة          | 1951  | 1961  | 1971 | 1981  | 1991  | 2001  | 2011  | 2014  |
| تعداد السكان | 2,487 | 2,009 | 1700 | 1,708 | 1,410 | 1,432 | 1,366 | 1,360 |
| ------------ | ----- | ----- | ---- | ----- | ----- | ----- | ----- | ----- |